# Hamar
Hamar – norweskie miasto i gmina leżąca w regionie Innlandet. Hamar jest 258. norweską gminą pod względem powierzchni. Miasto leży nad największym jeziorem Norwegii - Mjøsa. 

## Demografia
Według danych z roku 2005 gminę zamieszkuje 27 439 osób. Gęstość zaludnienia wynosi 78,08 os./km². Pod względem zaludnienia Hamar zajmuje 30. miejsce wśród norweskich gmin. 
| ludność stan na 1 stycznia 2005 |         |           |        |
|                                 | kobiety | mężczyźni | razem  |
| osób                            | 13 231  | 14 208    | 27 439 |
| %                               | 48,22%  | 51,78%    | 100%   |

| wykształcenie stan na 1 października 2004 |            |         |        |          |
|                                           | podstawowe | średnie | wyższe | nieznane |
| osób                                      | 4 315      | 11 745  | 5 932  | 537      |
| %                                         | 19,15%     | 52,13%  | 26,33% | 2,38%    |

## Edukacja
Według danych z 1 października 2004:
- liczba szkół podstawowych (norw. grunnskolar): 13
- liczba uczniów szkół podst.: 3131
- Børstad ungdomsskole, Ajer ungdomsskole (odpowiedniki polskiego gimnazjum)

## Władze gminy
Według danych na rok 2011 administratorem gminy (norw. rådmann) jest Svein M. Skaaraas, natomiast burmistrzem (norw. ordfører, d. borgermester) jest Einar Busterud.

## Sport
- Hamar IL – wielosekcyjny klub sportowy
- W latach 2002–04 w hali Vikingskipet (Statek Wikingów) odbyły się trzy rundy o żużlowego Grand Prix Norwegii. Są to dotąd jedyne zawody GP, które odbyły się w hali.
- Storhamar Dragons - klub hokejowy
  - Hamar OL-Amfi - lodowisko
- Hamarkameratene - klub piłkarski